# Roberto Vestrini
Roberto Vestrini (Livorno, 30 gennaio 1908 – Livorno, 12 marzo 1967) è stato un canottiere italiano, medaglia d'argento nella gara di otto con nel canottaggio ai Giochi olimpici di Los Angeles 1932.

## Gli scarronzoni
Vestrini faceva parte della Unione Canottieri Livornesi, gli atleti di questa società erano soprannominati "scarronzoni", il termine derivava dal loro sgraziato modo di ragatare. In particolare gli equipaggi dell'otto degli scarronzoni, si misero in luce nelle manifestazioni internazionali di canottaggio a cavallo degli anni 1920 e 1930, sia a livello di Giochi olimpici che di campionati europei.

## Palmarès
| Anno | Manifestazione     | Sede      | Evento   | Risultato |
| ---- | ------------------ | --------- | -------- | --------- |
| 1929 | Campionati Europei | Bydgoszcz | Otto con | Oro       |

| Anno | Manifestazione     | Sede  | Evento   | Risultato |
| ---- | ------------------ | ----- | -------- | --------- |
| 1930 | Campionati Europei | Liegi | Otto con | Argento   |

| Anno | Manifestazione  | Sede        | Evento   | Risultato |
| ---- | --------------- | ----------- | -------- | --------- |
| 1932 | Giochi olimpici | Los Angeles | Otto con | Argento   |